# San Juan de los Morros
San Juan de los Morros è una città del Venezuela, capitale dello stato di Guárico.